# Miltochrista flavicollis
Miltochrista flavicollis är en fjärilsart som beskrevs av Moore 1878. Miltochrista flavicollis ingår i släktet Miltochrista och familjen björnspinnare. Inga underarter finns listade i Catalogue of Life.